# Wikipedia in romeno
La Wikipedia in romeno (Wikipedia în limba română), spesso abbreviata in ro.wikipedia, ro.wiki o ro-wiki è l'edizione in lingua romena dell'enciclopedia online Wikipedia. Questa edizione ebbe inizio ufficialmente nel luglio 2003.

## Statistiche
La Wikipedia in romeno ha 511 521 voci, 2 888 378 pagine, 685 085 utenti registrati di cui 2 948 attivi, 16 amministratori e una "profondità" (depth) di 126 (al 21 marzo 2025).
È la 30ª Wikipedia per numero di voci ma, come "profondità", è la 20ª fra quelle con più di 100.000 voci (al 27 gennaio 2025).

## Cronologia
- 26 ottobre 2003 — supera le 1000 voci
- 12 dicembre 2004 — supera le 10.000 voci
- 5 gennaio 2007 — supera le 50.000 voci
- 11 gennaio 2008 — supera le 100.000 voci ed è la 16ª Wikipedia per numero di voci
- 13 settembre 2010 — supera le 150.000 voci ed è la 19ª Wikipedia per numero di voci
- 5 agosto 2012 – supera le 200.000 voci ed è la 22ª Wikipedia per numero di voci
- 13 aprile 2015 – supera le 300.000 voci ed è la 27ª Wikipedia per numero di voci
- 15 agosto 2019 – supera le 400.000 voci ed è la 28ª Wikipedia per numero di voci
- 27 ottobre 2024 – supera le 500.000 voci ed è la 31ª Wikipedia per numero di voci